# Catahoula (raza canina)
El catahoula es una raza de perro multifuncional de origen estadounidense.
Se trata de un perro de granja desarrollado por los primeros colonos norteamericanos para proteger las propiedades, conducir el ganado y sobre todo cazar como un sabueso toda clase de animales.
El origen de su nombre está en su color predominante, que es un moteado de color gris acerado, comúnmente denominado “merlado”; al recordar este tipo de moteado al de un leopardo, se les viene llamando desde hace muchos años “leopard spotted dogs”, (perros con moteado de leopardo). Se trata de una raza exclusivamente de trabajo, dedicada a la caza con armas de fuego.

## Historia
Esta raza ha venido desarrollándose en el sureste de los Estados Unidos desde el siglo XVIII. La opinión más generalizada sobre su origen es que estos perros son descendientes de los perros traídos a América por los españoles con aportes, entre otros, de perros nativos de México. Posteriormente estos perros serían importados por los primeros colonos al sureste de los actuales Estados Unidos para cazar el oso negro. Otra teoría establece que son el fruto de la conjunción de perros traídos por inmigrantes franceses, ingleses, irlandeses y escoceses. 
El hecho es que el cambio en el estilo de vida a lo largo del siglo XX supuso que estos perros multifuncionales, denominados “curs” en Estados Unidos, perdiesen sentido en las granjas, llegando a casi desaparecer la raza sobre 1950. Los esfuerzos independientes de gente como Richard McDuffie, Leroy E. Smith y A.W. Carter hicieron renacer la raza, estableciendo en 1959 la Asociación de Criadores de Curs Americanos (A.L.C.B.A.). 
La raza fue reconocida por el United Kennel Club en 1998 con el nombre de “Leopard Cur”, y posteriormente se le cambió el nombre a “Leopard Hound” en 2008.

## Apariencia
El American Leopard Hound es un perro poderoso y ágil, de tamaño mediano-grande. Su cuerpo es un poco más largo que alto. Las patas son largas y permiten al perro moverse rápido y con gran agilidad en terreno quebrado. La cabeza es amplia, con un stop moderado y un pesado hocico de mediana longitud. Las orejas se insertan altas y son caídas. El rabo es recto, de inserción baja y puede tener cualquier longitud. Posee pie de gato, redondo y compacto, con dedos arqueados y uñas grandes, rudas y bien posicionadas. El pelaje es denso, doble, pero fino; compuesto por un pelaje externo áspero y una capa interna lanosa. Esta característica les permite trabajar durante largos periodos de tiempo en las espesuras de monte bajo.

## Color
Moteado en merlado; amarillo; negro (en este caso puede tener marcas atigradas o de color fuego); atigrado; rojo y azul o gris. En cualquier caso siempre debe tener marcas blancas y un collar blanco. El color blanco solamente está permitido hasta un tercio de la superficie total del pelaje.

## Tamaño
La altura en los hombros de los machos está entre 56 y 68 cm, con un peso entre 20 y 34 kg. La altura en los hombros de las hembras está entre 53 y 63 cm, con un peso entre 16 y 29 kg .

## Estándar
El American Leopard Hound debería ser evaluado como un perro de caza, por tanto las exageraciones o faltas deben ser penalizadas en proporción a cómo interfieren en la capacidad del perro para cazar. Las cicatrices tampoco deberían penalizarse, ya que son prueba de la habilidad en el trabajo del perro.

## Funcionalidad
El American Leopard Cur ha sido criado como un perro de granja multifuncional, aunque centrado en la caza. La característica que los hace diferentes es su marcado deseo de agradar al amo. Ninguna raza se adiestra más fácilmente para realizar el tipo de caza que prefiere cada propietario. Son distintos de cualquier otra raza de cur o de sabueso. El leopard cur medio puede manejar un rastro frío igual que lo puede hacer un sabueso y sin embargo seguir permaneciendo bajo el inmediato y completo control de voz de su dueño. Este perro es capaz de cazar animales de caza mayor como el oso negro, el puma y el jabalí, habiendo sido criado para cazar cualquier variedad de caza menor adaptada a la caza de “treeing”, especialmente mapaches.
Estos perros laten como un sabueso y tienen gran determinación para permanecer sobre el rastro de la caza hasta que la alcanzan o esta termina por subirse a un árbol. Una vez que el animal se para, estos perros permanecerán con él delatando su posición al cazador, siendo insuperables en su habilidad para luchar con su animal sin resultar heridos.
Poseen unos plantares muy duros, más que muchas otras razas. La mayoría de “leopard hounds” poseen voz golpeadora, aunque algunos la tienen aulladora. Casi todos pueden ser oídos considerablemente más lejos que otras razas de perros de caza. Normalmente las razas denominadas “curs” laten menos que los sabuesos, pero esto no es cierto en el caso de los “leopards”, también llamados “leps”. Aunque su voz no suena ruidosa, normalmente puede oírse más lejos que la voz de otros sabuesos considerados como de más voz.
El “Leopard Cur” es un perro especialmente rudo. Puede correr y cazar más tiempo que otras razas sin sentirse cansado o aspearse. Están muy adaptados a los climas extremos, de manera que pueden trabajar duramente con tiempo muy caluroso o extremadamente frío. En el primer caso tiende a cazar dosificadamente para no sobre-calentarse. 
En resumen, se trata de un perro de caza extremadamente rústico, muy adaptado a la caza típicamente americana denominada “treeing” que consiste en presionar durante la persecución a animales tales como mapaches, zarigüeyas, ardillas, pumas, osos negros, etc… para provocar que se suban a un árbol escapando de los perros, permaneciendo al pie del árbol donde está su presa ladrando para avisar al cazador donde tiene que acudir para abatir el animal.